# Dicranota pavida
Dicranota (Paradicranota) pavida là một loài ruồi trong họ Pediciidae. Chúng phân bố ở vùng sinh thái Palearctic.